# Tahuata
Tahuata ist eine Insel vulkanischen Ursprungs im Pazifischen Ozean.

## Geographie
Tahuata zählt geographisch zur Südgruppe der Marquesas-Inseln und politisch zu Französisch-Polynesien. Mit einer Landfläche von 61 km² und 671 Einwohnern (Stand: 2007) ist sie die kleinste bewohnte Insel der Marquesas. Sie liegt nur etwa vier Kilometer südlich der Südspitze von Hiva Oa.
Die Bevölkerung verteilt sich auf vier Dörfer, zwei an der Westküste, Vaitahu und Hapatoni, und zwei an der Ostküste, Motopu und Hanateio, jedes Dorf in einem eigenen Tal.
Hauptort ist Vaitahu an der Westküste der Insel, höchster Punkt der etwa 1.050 Meter hohe Tumu Mea Ufa (französisch Mont Amatea).

## Geschichte
Im Jahr 1595 ankerte Alvaro de Mendaña de Neyra in Vaitahua Bay und gab den Inseln den Namen Las Marquesas. Nach der Anlandung von James Cook im Jahr 1774 wurde der Hafen Vaithaus Resolution Bay genannt. Erste katholische und protestantische Missionare kamen an Land. Die Insel wurde im Jahre 1842 zusammen mit den anderen Marquesas-Inseln durch den französischen Admiral Abel Aubert Dupetit-Thouars annektiert, die dort stationierten Franzosen verließen die Insel jedoch im Jahr 1847. Erst 1880 wurde sie wieder von Gendarmen aufgesucht, die bis heute dort die Ordnung aufrechterhalten.
Heute leben die Tahuatas in Ruhe und Frieden, bauen Nahrungsmittel in den fruchtbaren Tälern an, stellen Kopra her und gehen fischen.

## Tourismus
Die Insel ist verkehrsmäßig nicht angeschlossen. In regelmäßigen Abständen legt ein Schiff an, das die Einwohner mit dem Nötigsten versorgt. Von Zeit zu Zeit wird Tahuata von Passagieren von Kreuzfahrtschiffen besucht.

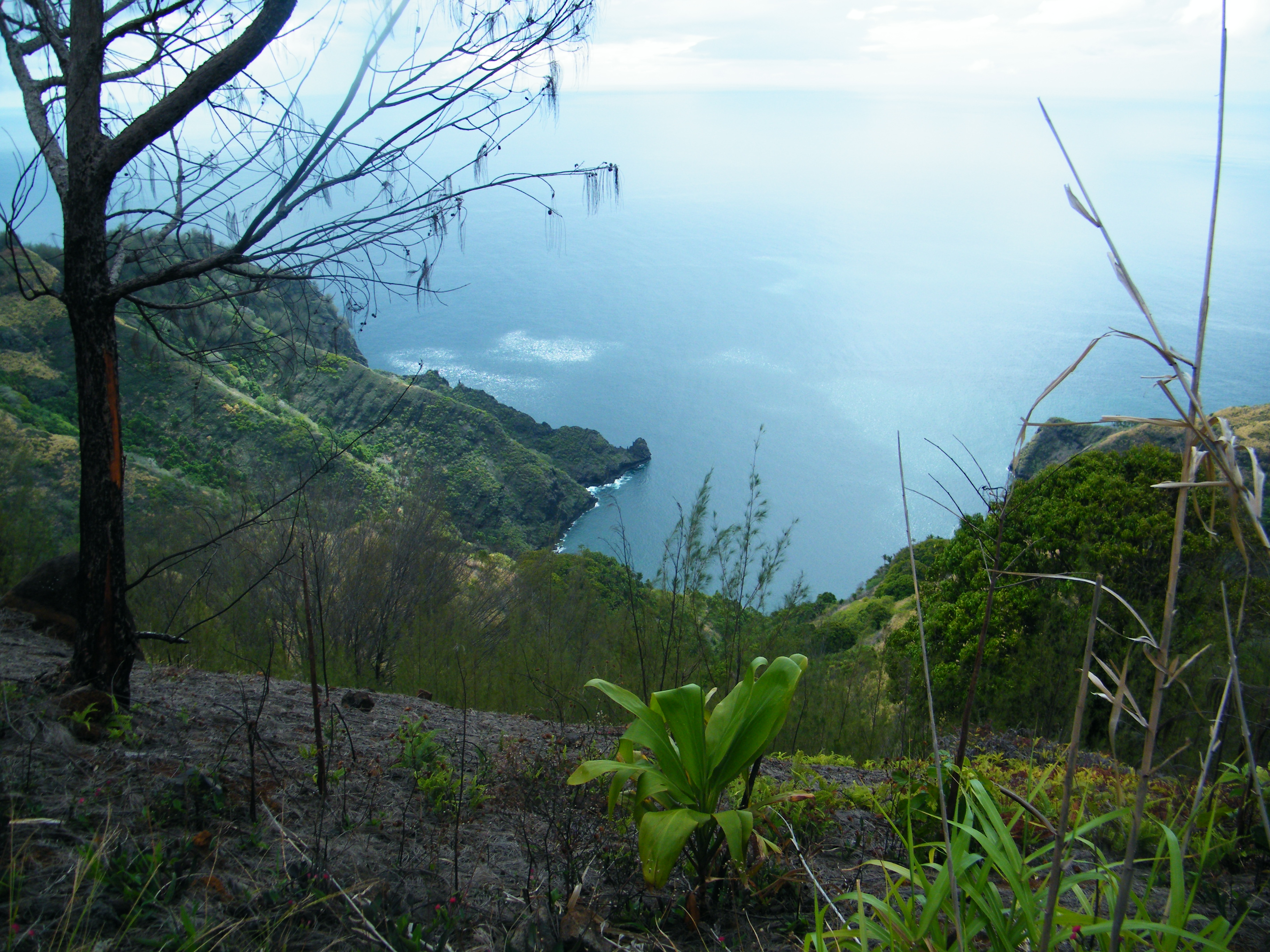
Blick von einem Berg
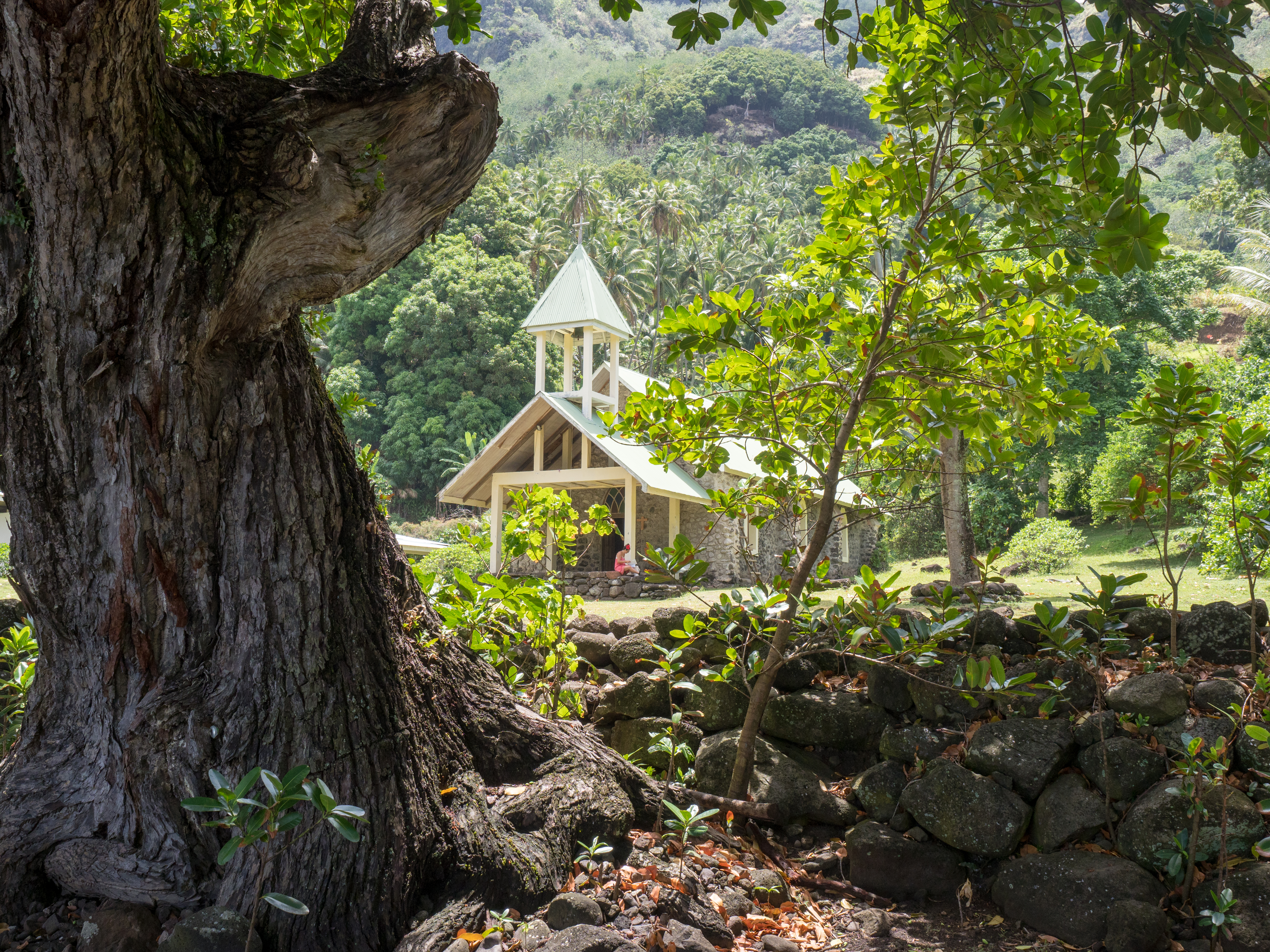
Kirche auf Tahuata
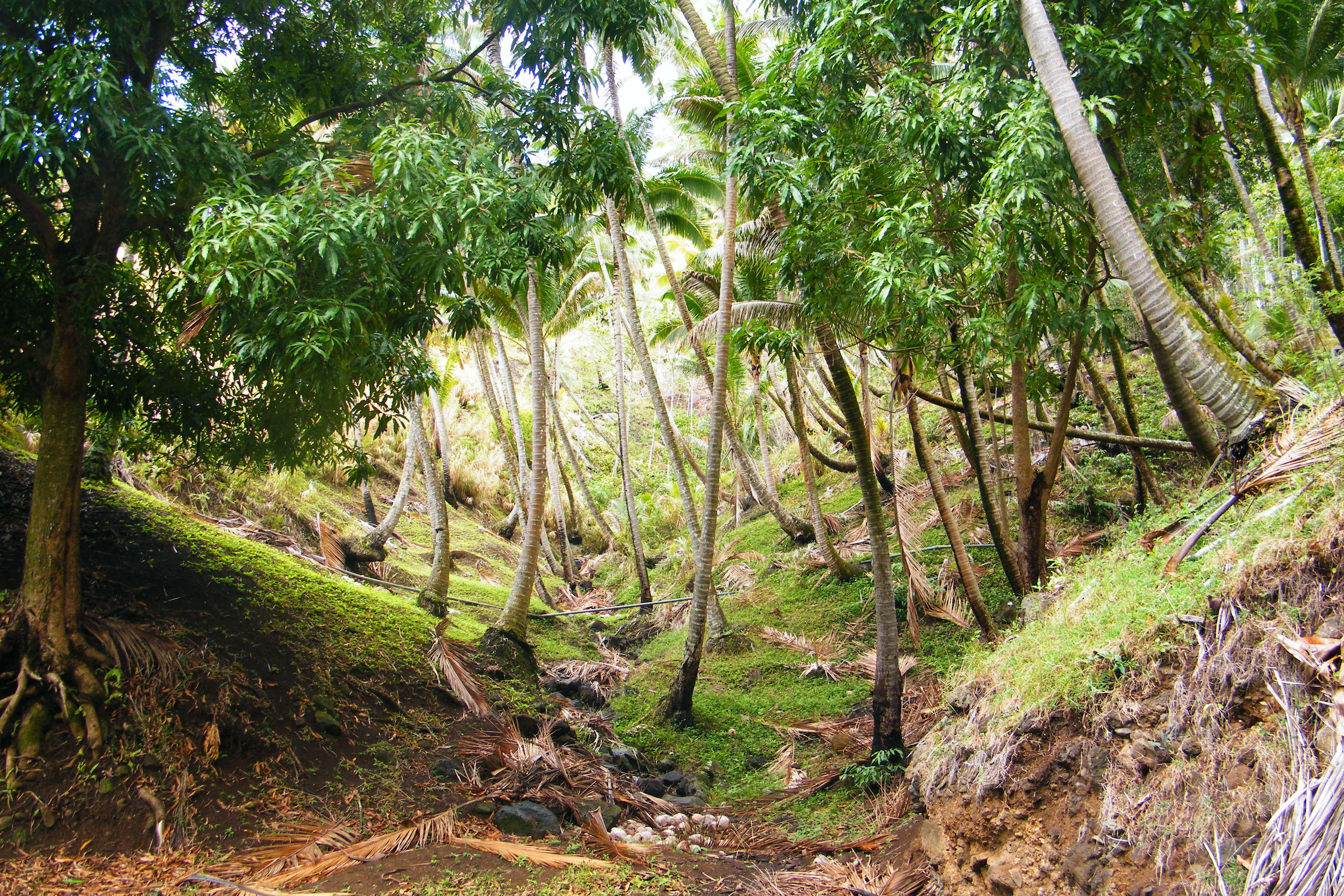
Kokospalmenwald